# Хронски Бењадик
Хронски Бењадик (слч. Hronský Beňadik) насељено је мјесто са административним статусом сеоске општине (слч. obec) у округу Жарновица, у Банскобистричком крају, Словачка Република.

## Становништво
| Година:    | 1994. | 2004.   | 2014.   | 2024.   |
| ---------- | ----- | ------- | ------- | ------- |
| Број људи: | 1197  | 1228    | 1176    | 1071    |
| Разлика:   |       | +2,58 % | -4,23 % | -8,92 % |

| Година:    | 2023. | 2024.   |
| ---------- | ----- | ------- |
| Број људи: | 1086  | 1071    |
| Разлика:   |       | -1,38 % |

Према подацима о броју становника из 2011. године насеље је имало 1.217 становника.